# Somari
Somari  és un videojoc de plataforma de desplaçament lateral, llançat originalment el 1994 per al Nintendo Entertainment System (NES). Un port sense llicència del joc de Sega Genesis de Sega del 1991 Sonic the Hedgehog, el joc es va vendre principalment a Àsia, Rússia i altres regions on es van distribuir cartutxos NES pirates. Com l'original, els jugadors s'atreveixen a derrotar el científic boig Doctor Robotnik, que trama per convertir la població animal de la fictícia illa sud en robots malvats. A diferència de l'original, el joc compta amb Nintendo mascota 's Mario com a personatge principal en lloc de sonic. El títol és un mot creuat de "Sonic" i "Mario".
Somari va ser desenvolupat pel desenvolupador homebrew Hummer Team. Se sap molt poc sobre els orígens del joc; es teoritza que s'ha basat en el codi font extret del joc original i la seva seqüela i va ser portat al NES. El títol ha cridat l'atenció dels periodistes de videojocs contemporanis, que han comentat la seva recreació exacta del joc original.

## Joc
La jugabilitat i la trama de Somari són substancialment similars a les de l'Hedgehog original de Sonic. El joc segueix la cerca del jugador per derrotar el doctor Robotnik, que ha convertit tots els animals de l'illa del Sud en robots malvats. Tot i això, el joc presenta a Mario com el personatge principal, en lloc de a Sonic. Reflectint l'èmfasi Sonic ' en la velocitat, Mario pot funcionar a altes velocitats, encara que el joc en el seu conjunt és una mica més lent. Elements, caps, nivells i enemics són idèntics a Sonic. Somari ha de recollir 100 anells d'or per tal d'entrar a la fase de bonificació al final del nivell,, però de ser ferit pels enemics li fa perdre els anells. :26 El joc utilitza un temporitzador com en Sonic, tot i que independentment de quina estona puntuació el jugador sempre obté un "Bonus de temps" de 5.000 punts. Com a Sonic, cada nivell es divideix en tres actes, i el tercer acte acaba amb una baralla de cap amb Robotnik.
Tot i que Somari presta els conceptes per a la seva dinàmica de jocs a partir de l'Hedgehog original de Sonic, la seva implementació difereix de moltes maneres. A diferència del joc original Sonic the Hedgehog, el personatge del jugador pot utilitzar la funció "spin-dash" implementada per primera vegada a Sonic the Hedgehog 2 (1992). :26 Altres diferències notables inclouen el fet que, mentre que Sonic perdria tots els seus anells recollits després de ser ferit per un enemic, Mario sempre perd un màxim de 3 anells fins i tot quan porta un sol anell. :27 Cada àrea de Somari està presa del joc original Sonic the Hedgehog, prestant molts elements de les etapes originals, però alguns dissenys de nivell són completament nous. És significatiu que els elements de disseny de nivells de la sèrie Mario, com ara zones secretes fora de pantalla situades molt per sobre del camp de vista del jugador, facin aparició en determinades zones.

## Desenvolupament
Somari va ser desenvolupat pel desenvolupador homebrew Hummer Team, tot i que estan acreditats al joc com a Somari Team. Els nivells del joc es basen en la versió de Sega Genesis del primer joc de Sonic, a excepció de la Zona de cervells de Scrap, mentre que les etapes de bonificació es basen en les versions Master System i Game Gear. El joc presenta el Sonic Spin Dash, que no es va introduir fins a Sonic the Hedgehog 2. L'àudio del joc és similar a l'original, però pateix una mala conversió al sistema de so de la NES. La paraula "Somari" és un mot creuat de "Sonic" i "Mario".
No se sap amb exactitud com, quan o on es va crear el joc, encara que probablement Àsia sigui; Una marca taiwanesa de "Somari" es va registrar l'1 de març de 1994. Es creu que el joc es basa en el codi font extret del Sonic the Hedgehog original, que va ser invertit i portat del Genesis al NES. Tot i això, el moviment de Mario es basa en la mecànica i la física del personatge Sonic de Sonic the Hedgehog 2, augmentant la possibilitat que també contingui informació de codificació d'aquest joc.
El joc es va comercialitzar a revistes de jocs a Hong Kong i a Rússia durant finals dels anys 90, i es pot trobar avui als Estats Units en botigues especialitzades de jocs. El joc continua sent un títol popular d'emulació.

## Recepció
El concepte de crossover o títol de mashup que va convertir els populars personatges de videojocs Mario i Sonic the Hedgehog en un joc havien estat un somni de llarga durada en la cultura dels videojocs. Tot i que Somari no presenta els dos personatges en un mateix joc, el fet que Mario s'hagués col·locat al món de Sonic the Hedgehog va quedar sorprès. La revista russa de jocs Great Drakon marcà el joc 4/10 (només 2/10 per volum de vendes) i va comentar en una ressenya que els jugadors de consoles de 8 bits gairebé podrien guanyar l'experiència del joc de 16 bits com amb Sonic. :26
Tot i les similituds entre el Somari i el joc original, els crítics es van mostrar ràpids a assenyalar les moltes diferències entre ells. Comentaris del programa de televisió rus Dendy: The New Reality va afirmar que "Somari per a Dendy no és el mateix que Sonic per a SEGA. . .. Tot és diferent. " Les crítiques contemporànies al joc van emfasitzar la seva dificultat respecte al títol original de Sonic, i el joc es va caracteritzar per tenir controls complexos (tot i que les ressenyes van afirmar que es podrien dominar en el temps). :26
GamesRadar va enumerar Somari a la seva llista de "Crazy ass rom hacks", anomenant-la "Menys mash-up i més trencaclosques de trens" a causa de la mala física i controls que no responen, i va recomanar als jugadors que compressin en lloc de Super Smash Bros. Brawl si volguessin fer un crossover amb Mario i Sonic. GameSpy, però, va descriure el joc com "un port / pirata notablement bon de Sonic to the NES", i Atari HQ el va qualificar de "increïble [original]" amb un port de nivell més que adequat []. 1UP.com la considerava "excel·lentment codificada" per a un joc NES homebrew.